# Ichnotropis chapini
Ichnotropis chapini là một loài thằn lằn trong họ Lacertidae. Loài này được Schmidt mô tả khoa học đầu tiên năm 1919.